# Ampulex yunnanensis
Ampulex yunnanensis là một loài côn trùng cánh màng trong họ Ampulicidae, thuộc chi Ampulex. Loài này được Wu and Chou miêu tả khoa học đầu tiên năm 1985.